# Amycus equulus
Amycus equulus är en spindelart som beskrevs av Simon 1900. Amycus equulus ingår i släktet Amycus och familjen hoppspindlar. Inga underarter finns listade i Catalogue of Life.